# كوتو (طوكيو)
كوتو (باليابانية:  江東区كوتو-كو) وتعني «حي كوتو» هو أحد أحياء طوكيو ال 23.

## جغرافيا
يقع حي كوتو في شرق منطقة أحياء طوكيو، محاطاً بنهر سوميداو نهر أراكاوا.

## تاريخ
تم تأسيس الحي في 15 مارس 1947.

## أعلام
- تاداهيرو ماتسوشيتا
- دايسكي غوري
- تاكوو أوكوبو
- توموكازو سيكي
- أكانيشي جين
- كازوتو ساكاتا

## مواقع خارجية
- الموقع الرسمي لمدينة كوتو باللغة الإنجليزية